# Pagiopalus apiculus
Espèce
Pagiopalus apiculus est une espèce d'araignées aranéomorphes de la famille des Philodromidae.

## Distribution
Cette espèce est endémique d'Oahu à Hawaï,.

## Description
La carapace du mâle holotype mesure 2,43 mm de long sur 2,50 mm et l'abdomen 2,76 mm de long sur 2,17 mm et la carapace de la femelle paratype mesure 2,73 mm de long sur 2,73 mm et l'abdomen 4,80 mm de long sur 3,60 mm.

## Publication originale
- Suman, 1971 : Spiders of the family Thomisidae in Hawaii. Pacific Insects, vol. 12, no 4, p. 773-864 (texte intégral).